# Nanine ou le Préjugé vaincu
Nanine, ou le Préjugé vaincu est une comédie attendrissante en trois actes écrite en vers décasyllabiques par Voltaire en 1748. La pièce a été représentée pour la première fois le 16 juin 1749 à Paris au théâtre de la rue des Fossés Saint-Germain sous la direction de l’auteur et publiée la même année.

## Personnages
- Le comte d’Olban, seigneur retiré à la campagne.
- La baronne de l’Orme, parente du comte, femme impérieuse, aigre, difficile à vivre.
- La marquise d’Olban, mère du comte.
- Nanine, fille élevée à la maison du comte.
- Philippe Hombert, paysan du voisinage.
- Blaise, jardinier.
- Germon, domestique.
- Marin, autre domestique.

## Résumé
La scène est dans le château du comte d’Olban.

### Acte 1
L’action se déroule dans le château du comte d’Olban, veuf depuis deux ans. Le jardinier Blaise demande au comte la main de Nanine, une orpheline qui a grandi au château, mais celui-ci se dérobe. Le comte reconnait qu’il aime la jeune et belle Nanine. La différence de rang s’oppose toutefois au mariage. L’intrigante baronne d’Orme, qui travaille à un mariage avec le comte, a compris depuis longtemps que d’Olban aime Nanine et tente de se débarrasser de sa rivale dans un couvent.

### Acte 2
La baronne quitte le château avec Nanine pour la faire entrer au couvent, mais d’Olban la fait amener chez lui par un domestique. Le comte lui propose de l’épouser. La jeune orpheline ne sait pas si elle doit accepter et attend un signe du ciel. Elle donne à Blaise une lettre pour Philippe Hombert. La baronne intercepte la lettre et montre au baron le document destiné au « rival » que Nanine aime.

### Acte 3
Un paysan apparait et se présente comme Philippe Hombert, « né d’une honnête famille ». Il est le père de Nanine, qui s’avère donc être d’origine convenable. L’opposition de la mère du comte ne tient plus, et donne son accord au mariage.

## Analyse
La version originale de Nanine, dont le titre a été étendu en 1763 à Nanine, ou le Préjugé vaincu, a été remaniée à la suggestion de la comtesse d’Argental. Dans le premier dénouement, Nanine s’avérait être fille d’un bon gentilhomme, la comtesse a convaincu Voltaire de laisser Nanine fille de son père pour éviter de faire de cette comédie un mauvais roman. Voltaire a caché cette pièce à Frédéric II qui lui en réclamait la lecture. Comme il le pressentait, la réaction prussienne à la pièce est négative. Le caractère bourgeois de la comédie larmoyante, montrant un marquis de Versailles épouser une servante, déplait au souverain : « ce genre ne m’a jamais plu. » Ainsi, le dénouement heureux de la version finale de Nanine est dû à la vertu des amants plutôt qu’à la rectification de leur statut. Il s’agit de la dernière production indépendante de Voltaire à Paris avant son exil définitif.

## Représentations et réception
La comédie a été représentée à la Comédie-Française le 16 juin 1749, en présence de l’auteur. La réaction du public a été mitigée. Clément de Dijon, rapporte, dans ses Anecdotes dramatiques, que la Nanine de Voltaire a reçu de grands applaudissements, mais l’auteur a paru ne pas s’en rapporter entièrement à ces éloges. À partir de 1754, la pièce a été jouée à plusieurs reprises et a été à nouveau représentée, en l’honneur de Voltaire, en 1778. Nanine a connu au total 195 représentations, et été jouée plus souvent que nombre de ses tragédies. Elle a été remontée à Lille, en 2012, puis jouée dans plusieurs villes.

## Sources et genèse
Devant le succès de la première pièce larmoyante, Voltaire reprend le thème du Paméla (1740) de Samuel Richardson, qui avait déjà été adapté sans succès, en 1743, à la scène par Nivelle de La Chaussée, au Théâtre-Français et Boissy au Théâtre-Italien. Ces derniers ayant fait imprimer leur Paméla, l’impression n’a pas été mieux reçue par le public. Voltaire a, à l’évidence, écrit Nanine pour surpasser Nivelle de La Chaussée et Boissy.
Voltaire aurait pu être l’auteur de la première comédie larmoyante, car Quinault cadette, qui en a eu l’idée, a initialement proposé le sujet du Préjugé à la mode, considéré comme la première pièce de ce genre. Devant le refus, Quinault s’est tournée vers Nivelle de La Chaussée, qui en a tiré une pièce à succès. Voltaire s’est rallié au genre théâtral en vogue, peut-être par dépit d’avoir laissé passer un sujet à succès, et certainement pour des raisons d’intéressement, voire de glorification. 

## Genre théâtral
Dans sa préface à la première édition autorisée de Nanine, Voltaire décrit la pièce comme une bagatelle dans laquelle il a inséré des éléments tragiques pour provoquer la sentimentalité. Voltaire a ensuite dénigré, dans l’article « art dramatique » du Dictionnaire philosophique, le genre larmoyant comme « une espèce bâtarde qui, n’étant ni comique ni tragique, manifestait l’impuissance de faire des tragédies et des comédies. » Malgré la réhabilitation de la comédie larmoyante des Réflexions sur le comique-larmoyant de Pierre-Mathieu Martin de Chassiron (d) entreprise dans la préface de sa première édition de Nanine, l’article « Art dramatique » du Dictionnaire philosophique, paru en 1764, ainsi que sa correspondance de la décennie 1760-1770:40, en dévoilant la continuité de son attachement aux règles classiques de Boileau et son hostilité à l’égard de la tragédie bourgeoise, montrent que le ralliement de Voltaire au genre nouveau relève plus de l’opportunisme de circonstance, que d’une adhésion pleine et entière.

## Éditions
Voltaire a révisé sa pièce après la publication d’une édition pirate sous le nom de la compagnie des libraires associés de Paris, dont le manuscrit lui aurait été, écrit-il à Frédéric II « volé ». La première édition autorisée a paru en 1749, sous la forme de deux éditions identiques, chez Mercier et Lambert, à Paris. En 1763, la nouvelle édition publiée par Duchesne a été enrichie de l’expression « Le Préjugé vaincu ». Le passage concernant les éditions pirates est omis de la préface de cette édition. 

## Adaptations
Nanine a été traduite en anglais dès les années 1760. Charles Macklin l’a adapté au gout anglais dans son Man of the world, or the trueborn Englishman, joué sur la scène irlandaise en 1766, puis à Covent Garden, en 1780. Ippolit Fyodorovich Bogdanovich a fidèlement traduit Nanine en russe, en 1766, et joué sur la scène impériale et sur des théâtres privés. Les personnages gardent leurs noms français, sauf Nanine et Blaise, devenus Nanina et Vlas, qui s’exprime en vrai paysan russe.